# Камерн
Камерн (нім. Kamern) — громада в Німеччині, розташована в землі Саксонія-Ангальт. Входить до складу району Штендаль. Складова частина об'єднання громад Ельбе-Гафель-Ланд.
Площа — 67,84 км2. Населення становить 1212 ос. (станом на 31 грудня 2021).